# They (película)
They es una película dramática estadounidense de 2017 dirigida por Anahita Ghazvinizadeh y protagonizada por Rhys Fehrenbacher. Se proyectó en la sección Proyección Especial del Festival de Cine de Cannes 2017. They fue el primer largometraje de Ghazvinizadeh.

## Argumento
Ambientada en el área metropolitana de Chicago, se desarrolla durante un único fin de semana. J, de 13 años, asignade como hombre al nacer, está decidiendo qué género será antes de una reunión con un médico. J escribe en un diario indicando las veces que se siente mujer, hombre o ningún género. Su densidad ósea está disminuyendo, por lo que deben dejar de tomar bloqueadores de pubertad y elegir un sexo. Además, el artista Araz y la hermana de J, Lauren, se casarán para que Araz pueda obtener documentos de residencia para vivir en los Estados Unidos. Los padres de Araz no pueden ir a los Estados Unidos y desean verlo, pero Araz teme que si viaja a Irán, nunca regresará a los Estados Unidos.
El final se deja deliberadamente confuso.

## Reparto
- Rhys Fehrenbacher como J
- Koohyar Hosseini como Araz
- Nicole Coffineau como Lauren
- Norma Moruzzi como Mamá
- Diana Torres como Diana

## Producción
En el momento de la producción, Rhys Fehrenbacher, que interpreta a J, estaba en proceso de transición como hombre trans; Ghazvinizadeh conoció a Fehrenbacher en Chicago mientras investigaba sobre la población transgénero en esa ciudad.
La grabación del diálogo se realizó después de la producción de la película; en muchas ocasiones los rostros y bocas de los actores quedan fuera de campo u oscurecidos mientras hablan. Nick Schager de Variety declaró que "si bien a uno le gustaría darle a la película el beneficio de la duda y decir que la desconexión de audio/video es otro reflejo de la división interna de J, en su mayoría se siente como un error de cálculo técnico".
Según Baughan, "la enigmática estética de la película" deja claro que la directora aprendió de Abbas Kiarostami.

## Recepción
Ghazvinizadeh recibió el premio George C. Lin Emerging Filmmaker en el Festival de Cine Asiático de San Diego de 2017.
Schager afirmó que " 
es demasiado sosa y artificial para lograr muchos avances teatrales después de su estreno en Cannes"; citó las "actuaciones [que] son tan rígidas como el diálogo" y que la directora está "decidida a adaptar su material a la inquietud de J atrapada en el medio" hasta el punto de que They "impide cualquier compromiso empático con el dilema de su protagonista".
Jordan Mintzer de The Hollywood Reporter elogió el "estilo visual onírico" y "su tratamiento de un tema que rara vez se ha visto en la pantalla", mientras argumentó que las "actuaciones naturalistas [...] no siempre están a la altura". Mintzer declaró que la transición del enfoque en J al enfoque en los estadounidenses iraníes "profundiza ligeramente nuestro interés" en el novio iraní pero "[empuja] a J fuera de escena", y que su conflicto fue menos interesante que el de J. En lo que respecta a los actores, afirmó que "Fehrenbacher, de voz suave y entrañable, aporta cierta profundidad emocional al proceso", pero "ni Coffineau ni Hosseini parecen intérpretes muy cautivadores".
Nikki Baughan de Screen Daily declaró que "es un notable debut de múltiples capas que inspira una mayor investigación" y que la actuación de Fehrenbacher fue "dolorosamente naturalista" debido a su transición de género en la vida real.